# 佐々木義照
佐々木 義照（ささき よしてる、1930年 - ）は、日本の政治家・元地方公務員。北海道紋別郡興部村出身。北海道立旭川第二工業学校卒。1971年自治大学校卒。北海道上湧別町町長（1981年-1993年）。

## 経歴
1967年上湧別町役場に入る。役場に勤めながら自治大学校に通い、1971年に卒業。その後、同町税務課長、総務課長、教育委員会委員長などを経て、1981年上湧別町長選に出馬し、初当選。以後、連続3期務めた。1993年に引退。

## エピソード
アメリカ合衆国のケンタッキー州を視察して地元のトウモロコシでバーボン・ウイスキーを作るなど行動派の首長として有名。また、畑作・酪農・流氷観光のみで過疎に悩む上湧別町を1987年に漫画による「まちおこし」構想を企画し、1990年に日本漫画家協会の協賛を得て「オホーツク国際漫画大賞」を創設し、開催地を上湧別町とする事で町の活性化を図った。

## 家族
子息に遠軽町町長の佐々木修一がいる。